# Casa del Capellà (Vilassar de Mar)
La Casa del Capellà és un edifici del municipi de Vilassar de Mar (Maresme) que forma part de l'Inventari del Patrimoni Arquitectònic de Catalunya. És representatiu de l'arquitectura de l'últim terç del segle xix, anomenada d'indians. Aquesta casa fou manada construir per un capità de vaixell i posteriorment va ser la casa del capellà.

## Descripció
És un edifici civil que segueix la línia del carrer i ocupa una cantonada. Està format per una planta baixa, un pis i unes golfes i cobert per una teulada de dues vessants amb el carener paral·lel a la façana. Destaca especialment la façana, amb tres obertures per planta, amb una gran balconada que recorre l'amplada de l'edifici i la balustrada superior que el corona i tanca la vessant frontal de la teulada. El conjunt en general té un cert aire eclèctic: l'ús de la fusta en la barana del pis, les trencaaigües triangulars i l'arrebossat que representa carreus i dovelles. Cal remarcar el treball de les reixes de ferro de la façana i del mur lateral. Hi ha una eixida o pati posterior. Malgrat l'aspecte unitari del conjunt, actualment són dos habitatges diferents, amb dues entrades.